# Giải vô địch bóng đá châu Âu 2016 (vòng loại bảng C)
Dưới đây là kết quả các trận đấu trong khuôn khổ bảng C – vòng loại giải vô địch bóng đá châu Âu 2016. Bảng C bao gồm sáu đội: Tây Ban Nha, Ukraina, Slovakia, Belarus, Macedonia, và Luxembourg, thi đấu trong hai năm 2014 và 2015, theo thể thức lượt đi–lượt về, vòng tròn tính điểm, lấy hai đội đầu bảng tham gia vòng chung kết.
Ban đầu Gibraltar nằm cùng bảng này, nhưng sau đó chuyển sang bảng D để tránh thi đấu với Tây Ban Nha do tranh chấp chủ quyền Gibraltar.

## Bảng xếp hạng
| VT | Đội           | ST | T | H | B | BT | BB | HS  | Đ  | Giành quyền tham dự               |     | Tây Ban Nha | Slovakia | Ukraina | Belarus | Luxembourg | Bắc Macedonia |
| -- | ------------- | -- | - | - | - | -- | -- | --- | -- | --------------------------------- | --- | ----------- | -------- | ------- | ------- | ---------- | ------------- |
| 1  | Tây Ban Nha   | 10 | 9 | 0 | 1 | 23 | 3  | +20 | 27 | Giành quyền vào vòng chung kết    |     | —           | 2–0      | 1–0     | 3–0     | 4–0        | 5–1           |
| 2  | Slovakia      | 10 | 7 | 1 | 2 | 17 | 8  | +9  | 22 | Giành quyền vào vòng chung kết    |     | 2–1         | —        | 0–0     | 0–1     | 3–0        | 2–1           |
| 3  | Ukraina       | 10 | 6 | 1 | 3 | 14 | 4  | +10 | 19 | Giành quyền vào trận tranh vé vớt |     | 0–1         | 0–1      | —       | 3–1     | 3–0        | 1–0           |
| 4  | Belarus       | 10 | 3 | 2 | 5 | 8  | 14 | −6  | 11 |                                   |     | 0–1         | 1–3      | 0–2     | —       | 2–0        | 0–0           |
| 5  | Luxembourg    | 10 | 1 | 1 | 8 | 6  | 27 | −21 | 4  |                                   | 0–4 | 2–4         | 0–3      | 1–1     | —       | 1–0        |               |
| 6  | Bắc Macedonia | 10 | 1 | 1 | 8 | 6  | 18 | −12 | 4  |                                   | 0–1 | 0–2         | 0–2      | 1–2     | 3–2     | —          |               |

## Các trận đấu
Lịch thi đấu của bảng C đã được quyết định sau cuộc họp tại Nice, Pháp vào ngày 23 tháng 2 năm 2014. Giờ địa phương là CET/CEST, như được liệt kê bởi UEFA (giờ địa phương trong ngoặc đơn).
| Luxembourg | 1–1      | Belarus    |
| ---------- | -------- | ---------- |
| Gerson 42' | Chi tiết | Drahun 78' |

| Tây Ban Nha                                                                | 5–1    | Bắc Macedonia       |
| -------------------------------------------------------------------------- | ------ | ------------------- |
| Ramos 16' (ph.đ.) · Alcácer 17' · Busquets 45+3' · Silva 50' · Pedro 90+1' | Report | Ibraimi 28' (ph.đ.) |

| Ukraina | 0–1      | Slovakia |
| ------- | -------- | -------- |
|         | Chi tiết | Mak 17'  |

| Belarus | 0–2      | Ukraina                                  |
| ------- | -------- | ---------------------------------------- |
|         | Chi tiết | Martynovich 82' (l.n.) · Sydorchuk 90+3' |

| Bắc Macedonia                                           | 3–2      | Luxembourg             |
| ------------------------------------------------------- | -------- | ---------------------- |
| Trajkovski 20' · Jahović 66' (ph.đ.) · Abdurahimi 90+2' | Chi tiết | Bensi 39' · Turpel 44' |

| Slovakia              | 2–1      | Tây Ban Nha |
| --------------------- | -------- | ----------- |
| Kucka 17' · Stoch 87' | Chi tiết | Alcácer 82' |

| Ukraina         | 1–0      | Bắc Macedonia |
| --------------- | -------- | ------------- |
| Sydorchuk 45+2' | Chi tiết |               |

| Belarus      | 1–3      | Slovakia                       |
| ------------ | -------- | ------------------------------ |
| Kalachev 79' | Chi tiết | Hamšík 65', 84' · Šesták 90+1' |

| Luxembourg | 0–4      | Tây Ban Nha                                      |
| ---------- | -------- | ------------------------------------------------ |
|            | Chi tiết | Silva 27' · Alcácer 42' · Costa 69' · Bernat 88' |

| Luxembourg | 0–3      | Ukraina                  |
| ---------- | -------- | ------------------------ |
|            | Chi tiết | Yarmolenko 33', 53', 56' |

| Bắc Macedonia | 0–2      | Slovakia              |
| ------------- | -------- | --------------------- |
|               | Chi tiết | Kucka 25' · Nemec 38' |

| Tây Ban Nha                         | 3–0      | Belarus |
| ----------------------------------- | -------- | ------- |
| Isco 18' · Busquets 19' · Pedro 55' | Chi tiết |         |

| Bắc Macedonia | 1–2      | Belarus                       |
| ------------- | -------- | ----------------------------- |
| Trajkovski 9' | Chi tiết | Kalachev 44' · Kornilenko 82' |

| Slovakia                            | 3–0      | Luxembourg |
| ----------------------------------- | -------- | ---------- |
| Nemec 10' · Weiss 21' · Pekarík 40' | Chi tiết |            |

| Tây Ban Nha | 1–0      | Ukraina |
| ----------- | -------- | ------- |
| Morata 28'  | Chi tiết |         |

| Ukraina                                     | 3–0      | Luxembourg |
| ------------------------------------------- | -------- | ---------- |
| Kravets 49' · Harmash 57' · Konoplyanka 86' | Chi tiết |            |

| Belarus | 0–1      | Tây Ban Nha |
| ------- | -------- | ----------- |
|         | Chi tiết | Silva 45'   |

| Slovakia               | 2–1      | Bắc Macedonia |
| ---------------------- | -------- | ------------- |
| Saláta 8' · Hamšík 38' | Chi tiết | Ademi 69'     |

| Luxembourg  | 1–0      | Bắc Macedonia |
| ----------- | -------- | ------------- |
| Thill 90+2' | Chi tiết |               |

| Ukraina                                               | 3–1      | Belarus                |
| ----------------------------------------------------- | -------- | ---------------------- |
| Kravets 7' · Yarmolenko 30' · Konoplyanka 40' (ph.đ.) | Chi tiết | Kornilenko 62' (ph.đ.) |

| Tây Ban Nha                   | 2–0      | Slovakia |
| ----------------------------- | -------- | -------- |
| Alba 5' · Iniesta 30' (ph.đ.) | Chi tiết |          |

| Belarus             | 2–0      | Luxembourg |
| ------------------- | -------- | ---------- |
| Gordeichuk 34', 62' | Chi tiết |            |

| Bắc Macedonia | 0–1      | Tây Ban Nha        |
| ------------- | -------- | ------------------ |
|               | Chi tiết | Pačovski 8' (l.n.) |

| Slovakia | 0–0      | Ukraina |
| -------- | -------- | ------- |
|          | Chi tiết |         |

| Bắc Macedonia | 0–2      | Ukraina                         |
| ------------- | -------- | ------------------------------- |
|               | Chi tiết | Seleznyov 59' (ph.đ.) · Kravets |

| Slovakia | 0–1      | Belarus    |
| -------- | -------- | ---------- |
|          | Chi tiết | Drahun 34' |

| Tây Ban Nha                         | 4–0      | Luxembourg |
| ----------------------------------- | -------- | ---------- |
| Cazorla 42', 85' · Alcácer 67', 80' | Chi tiết |            |

| Belarus | 0–0      | Bắc Macedonia |
| ------- | -------- | ------------- |
|         | Chi tiết |               |

| Luxembourg                      | 2–4      | Slovakia                                |
| ------------------------------- | -------- | --------------------------------------- |
| Mutsch 61' · Gerson 65' (ph.đ.) | Chi tiết | Hamšík 24', 90+1' · Nemec 29' · Mak 30' |

| Ukraina | 0–1      | Tây Ban Nha |
| ------- | -------- | ----------- |
|         | Chi tiết | Mario 22'   |

## Danh sách cầu thủ ghi bàn
5 bàn
- Paco Alcácer
- Marek Hamšík

4 bàn
- Andriy Yarmolenko

3 bàn
- Adam Nemec
- David Silva
- Artem Kravets

2 bàn
- Stanislaw Drahun
- Mikhail Gordeichuk
- Timofei Kalachev
- Sergei Kornilenko
- Lars Krogh Gerson
- Aleksandar Trajkovski
- Juraj Kucka
- Róbert Mak
- Sergio Busquets
- Santi Cazorla
- Pedro
- Yevhen Konoplyanka
- Serhiy Sydorchuk

1 bàn
- Stefano Bensi
- Mario Mutsch
- Sébastien Thill
- David Turpel
- Besart Abdurahimi
- Arijan Ademi
- Agim Ibraimi
- Adis Jahović
- Peter Pekarík
- Kornel Saláta
- Stanislav Šesták
- Miroslav Stoch
- Vladimír Weiss
- Jordi Alba
- Juan Bernat
- Diego Costa
- Mario Gaspar
- Andrés Iniesta
- Isco
- Álvaro Morata
- Sergio Ramos
- Denys Harmash
- Yevhen Seleznyov

phản lưới nhà
- Alyaksandr Martynovich (trong trận gặp Ukraina)
- Tome Pačovski (trong trận gặp Tây Ban Nha)

## Kỷ luật
Một cầu thủ được tự động bị treo giò trận tới những tội sau đây:
- Nhận thẻ đỏ (hệ thống treo thẻ đỏ có thể được mở rộng cho tội phạm nghiêm trọng)
- Nhận ba thẻ vàng trong ba trận đấu khác nhau, cũng như sau khi thứ năm và bất kỳ thẻ vàng sau (hệ thống treo thẻ vàng được chuyển sang vòng play-off, nhưng không phải là trận chung kết hoặc bất kỳ trận đấu quốc tế khác trong tương lai)

Các hệ thống treo sau đã (hoặc sẽ) phục vụ trong các trận đấu vòng loại:
| Đội           | Cầu thủ                | Vi phạm | Bị treo giò trận đấu                 |
| ------------- | ---------------------- | --- | ------------------------------------ |
| Belarus       | Maksim Bardachow       | v Tây Ban Nha (15 tháng 11 năm 2014) · v Macedonia (27 tháng 3 năm 2015) · v Tây Ban Nha (14 tháng 6 năm 2015) | v Ukraina (5 tháng 9 năm 2015)       |
| Belarus       | Alyaksandr Martynovich | v Luxembourg (8 tháng 9 năm 2014) · v Macedonia (27 tháng 3 năm 2015) · v Ukraina (5 tháng 9 năm 2015)         | v Luxembourg (8 tháng 9 năm 2015)    |
| Belarus       | Alyaksandr Martynovich | v Slovakia (9 tháng 10 năm 2015)                                                                               | v Macedonia (12 tháng 10 năm 2015)   |
| Luxembourg    | Aurélien Joachim       | v Bồ Đào Nha (15 tháng 10 năm 2013)                                                                            | v Belarus (8 tháng 9 năm 2014)       |
| Luxembourg    | Mario Mutsch           | v Macedonia (9 tháng 10 năm 2014) · v Slovakia (27 tháng 3 năm 2015) · v Ukraina (14 tháng 6 năm 2015)         | v Macedonia (5 tháng 9 năm 2015)     |
| Luxembourg    | Christopher Martins    | v Belarus (8 tháng 9 năm 2014) · v Ukraina (15 tháng 11 năm 2014) · v Macedonia (5 tháng 9 năm 2015)           | v Belarus (8 tháng 9 năm 2015)       |
| Luxembourg    | Chris Philipps         | v Belarus (8 tháng 9 năm 2014) · v Macedonia (9 tháng 10 năm 2014) · v Belarus (8 tháng 9 năm 2015)            | v Tây Ban Nha (9 tháng 10 năm 2015)  |
| Luxembourg    | Daniel da Mota         | v Belarus (8 tháng 9 năm 2014) · v Ukraine (14 tháng 6 năm 2015) · v Tây Ban Nha (9 tháng 10 năm 2015)         | v Slovakia (12 tháng 10 năm 2015)    |
| Bắc Macedonia | Ferhan Hasani          | v Slovakia (14 tháng 6 năm 2014)                                                                               | v Luxembourg (5 tháng 9 năm 2015)    |
| Bắc Macedonia | Besart Abdurahimi      | v Tây Ban Nha (8 tháng 9 năm 2014) · v Ukraina (12 tháng 10 năm 2014) · v Luxembourg (5 tháng 9 năm 2015)      | v Tây Ban Nha (8 tháng 9 năm 2015)   |
| Bắc Macedonia | Stefan Ristovski       | v Tây Ban Nha (8 tháng 9 năm 2014) · v Luxembourg (9 tháng 10 năm 2014) · v Luxembourg (5 tháng 9 năm 2015)    | v Tây Ban Nha (8 tháng 9 năm 2015)   |
| Slovakia      | Martin Škrtel          | v Hy Lạp (11 tháng 10 năm 2013)                                                                                | v Ukraina (8 tháng 9 năm 2014)       |
| Slovakia      | Martin Škrtel          | v Macedonia (15 tháng 9 năm 2014) · v Luxembourg (27 tháng 3 năm 2015) · v Macedonia (14 tháng 6 năm 2015)     | v Tây Ban Nha (5 tháng 9 năm 2015)   |
| Slovakia      | Juraj Kucka            | v Ukraina (8 tháng 9 năm 2014) · v Tây Ban Nha (9 tháng 10 năm 2015) · v Macedonia (14 tháng 6 năm 2015)       | v Tây Ban Nha (5 tháng 9 năm 2015)   |
| Slovakia      | Norbert Gyömbér        | v Tây Ban Nha (9 tháng 10 năm 2014) · v Belarus (12 tháng 10 năm 2014) · v Ukraina (8 tháng 9 năm 2015)        | v Belarus (9 tháng 10 năm 2015)      |
| Tây Ban Nha   | Diego Costa            | v Slovakia (9 tháng 10 năm 2014) · v Luxembourg (12 tháng 10 năm 2014) · v Macedonia (8 tháng 9 năm 2015)      | v Luxembourg (9 tháng 10 năm 2015)   |
| Ukraina       | Yevhen Khacheridi      | v Pháp (19 tháng 11 năm 2013)                                                                                  | v Slovakia (8 tháng 9 năm 2014)      |
| Ukraina       | Yevhen Khacheridi      | v Luxembourg (15 tháng 11 năm 2014) · v Belarus (5 tháng 9 năm 2015) · v Macedonia (9 tháng 10 năm 2015)       | v Tây Ban Nha (12 tháng 10 năm 2015) |
| Ukraina       | Artem Fedetskyi        | v Slovakia (8 tháng 9 năm 2014) · v Macedonia (12 tháng 10 năm 2014) · v Tây Ban Nha (27 tháng 3 năm 2015)     | v Luxembourg (14 tháng 6 năm 2015)   |
| Ukraina       | Denys Harmash          | v Belarus (5 tháng 9 năm 2015)                                                                                 | v Slovakia (8 tháng 9 năm 2015)      |
| Ukraina       | Serhiy Sydorchuk       | v Macedonia (12 tháng 10 năm 2014) · v Luxembourg (15 tháng 11 năm 2014) · v Macedonia (9 tháng 10 năm 2015)   | v Tây Ban Nha (12 tháng 10 năm 2015) |